# ورزشگاه مالویناس آرژنتیناس
 ورزشگاه گیگانته آروییتو  (به انگلیسی: Estadio Malvinas Argentinas) ورزشگاهی در شهر مندوزا است که ورزشگاه خانگی باشگاه فوتبال گودوی کروز، باشگاه فوتبال جیمناسیا اسگریما مندوزا و باشگاه فوتبال ایندیپندنته ریواداویا محسوب می‌شود.
این ورزشگاه در سال ۱۹۷۸ میلادی ساخته شده است و ظرفیت آن ۴۵٬۲۶۸ نفر است.
۶ بازی جام جهانی فوتبال ۱۹۷۸ در این ورزشگاه برگزار شده‌است.